# Маршалл, Брюс
Брюс Маршалл (англ. Bruce Marshall; род. 24 июня 1899, Эдинбург, Шотландия — 18 июня 1987, Биот, Франция) — шотландский писатель.

## Жизнь и творчество
Получил высшее образование в университете Сент-Эндрюс в Эдинбурге. Затем некоторое время работал экономистом. Во время Первой мировой войны воевал в британской армии, был тяжело ранен, в результате чего ему была ампутирована нога. В 1917 году принял католическую веру. После окончания Второй мировой войны писатель живёт и работает на юге Франции, в Антибе. Маршалл был одним из религиозно ангажированных, «католических» авторов Европы в 1940-х — 1950-х годах. Многие бестселлеры послужили основой для кинофильмов. В прессе тех лет автор признаётся равным по дарованию и популярности с Грэмом Грином, другим «католическим» писателем из Великобритании (англ. Die Welt, Hamburg). В 1940 году, во время вторжения германских войск во Францию, Маршалл находился в Париже, и успел за два дня до занятия города немцами уехать в Англию. В Лондоне писатель обращается в военное министерство с прошением принять его в британскую армию, и он назначается лейтенантом. Служит в разведке, участник Движения сопротивления во Франции, заканчивает войну в звании лейтенанта-полковника в Австрии. После окончания военных действий живёт во Франции.
В 1928 году Брюс Маршалл вступает в Брак с Мэри Пирсон Кларк (1908—1987), в этом браке у них родилась дочь Шейла Элизабет. С 2009 года его внучка, Элизабет Феррер, служит финансовым директором у Принца Уэльского.

## Сочинения (избранное)
- Остановите Венеру (англ. Stooping Venus). 1926
- Чудо отца Малахии (англ. Father Malachy’s Miracle). 1931
- Uncertain Glory (Ненадёжная слава). 1935
- Грош счастья (англ. Luckpenny). 1937
- Жёлтые обои для Парижа (англ. Yellow Tapers For Paris). 1943
- Школьные дни Джорджа Брауна (англ. George Brown’s Schooldays). 1946
- Красный Дунай (англ. The Red Danube). 1947
- Каждому по пенни (англ. To Every Man A Penny). 1950
- Белый кролик (англ. The White Rabbit). 1952
- О моих кошках (англ. Thoughts Of My Cats). 1954
- Девушка в мае (англ. Girl in May). 1956
- Банковский аудит (The Bank Audit). 1958
- Сатана и кардинал Кэмпбелл (англ. Satan And Cardinal Campbell). 1959
- Дети (англ. The Children). 1960
- Девушка из Любека (англ. A Girl from Lübeck). 1962
- Праздник отца Хиллари (англ. Father Hilary’s Holiday). 1965 (нем. Pater Hilarys Urlaub)
- Смерть приходит к Джону полю (англ. Death comes for John Paul). 1980

## Дополнения
- Содержание и рецензии на роман «Чудо отца Малахии» (на немецком языке).